# IC 3571
IC 3571 је галаксија у сазвјежђу Береникина коса која се налази на листи објеката дубоког неба у Индекс каталогу.
Деклинација објекта је + 26° 5' 3" а ректасцензија 12h 36m 19,9s. Привидна величина (магнитуда) објекта IC 3571 износи 16,9 а фотографска магнитуда 17,5. IC 3571 је још познат и под ознакама Reiz 2601, PGC 2793674.